# Chikkarasanahalli, Channarayapatna
Chikkarasanahalli là một làng thuộc tehsil Channarayapatna, huyện Hassan, bang Karnataka, Ấn Độ.